# Et nunc manet in te
Et nunc manet in te (lat. für Und nun bleibt es in dir) sind Ehe-Erinnerungen von André Gide, die, 1939 in Ägypten geschrieben, 1947 in Neuchâtel erschienen.
Der Autor erzählt von seiner Liebe zu Madeleine Gide und bringt Ursachen für das Scheitern der Ehe – u. a. seine „homosexuellen Neigungen“ – zur Sprache.

## Hintergrund
Weil Gide lediglich Vornamen – Madeleine, Marc, Élisabeth – nennt, können einige Daten aus der Vita des Autors für das Textverständnis hilfreich sein.
1895 heiratet Gide seine zwei Jahre ältere Cousine Madeleine Rondeaux. Im Sommer 1918 hält sich Gide mit Marc Allégret in England auf. Im April 1923 wird Gides und Élisabeth van Rysselberghes Tochter Catherine geboren. Madeleine stirbt am 17. April 1938.

## Inhalt
In seiner Klage um die tote Madeleine erinnert sich Gide des „Besten“ und „Bittersten“ in der Ehe mit ihr. Es war bitter, dass Madeleine keine Mutter werden konnte. In seinen Texten hatte Gide sie Emmanuèle genannt. In Der Reise Urians hieß sie Ellis, in Paludes Angèle und in der Engen Pforte nannte er sie Alissa. Einem Missverständnis tritt Gide entgegen. Als er „sinnliche Befriedigung“ nicht in der Ehe bekommen konnte und diese außerhalb der Ehe suchte und fand, habe Madeleine gemeint, er liebe sie nicht mehr.
Der Text insgesamt ist – bei aller Widersprüchlichkeit – ein Zeugnis seiner Liebe zu Madeleine. Gide schreibt „Auch liebte ich sie nicht mehr“ und erzählt im selben Atemzug, wie er Verständnis für Madeleines Starrsinn aufbrachte, ihr trauriges, frühzeitiges Altern ertrug, sich um ihre Gebrechen sorgte und ihre offenen Wunden verband. Wenn er sie schildert, so kommt es ihm auf das Wort nicht an, aber von Madeleine sei „ein Strahlen“ ausgegangen. Gide bewundert Madeleines Naturliebe und toleriert all ihre kleinen Schwächen, die er mit großer Ausdauer und liebevoll beschreibt. Der Autor sieht in den beträchtlichen Unterschieden zwischen ihr und ihm eine Ursache seines stets anhaltenden Verliebtseins in sie; eine Ursache seiner Liebe.
Intimes Tagebuch
Dieser Abschnitt enthält einige Seiten aus Gides Tagebüchern vom 15. September 1916 bis zum 26. Januar 1939, die er in die Pléiade-Ausgabe nicht mit aufgenommen hatte. Sie geben Auskunft über das „geheime Drama“ seines „Lebens“.
Am 21. November 1918 erfährt er aus Madeleines Munde, dass diese sogleich, nachdem Gide sich mit Marc nach England begeben hatte, alle seine Briefe vernichtet hat. Gide kommt über den Verlust nicht hinweg und weint eine volle Woche „ohne Unterlaß“. Das Beste, was er in mehr als dreißig Jahren geschrieben hat, wurde zerstört. Es dämmert ihm – er hat Madeleine verloren und es klingt glaubhaft, wenn Gide in dem Zusammenhang – zur Überraschung des Lesers – bekennt: „Jeder meiner Gedanken ist aus einer Beziehung zu ihr entstanden.“ Seit Gide Madeleine, den „Zeugen“ seines „Lebens“, verloren hat, habe er auch die Lebenslust verloren; sei verwirrt, verzweifelt und voller „Trostlosigkeit“.

## Rezeption
- Claude Martin nennt die Erinnerungen „erschütternd“.[13]

## Deutsche Ausgaben
Quelle
Hans Hinterhäuser (Hrsg.), Peter Schnyder (Hrsg.), Raimund Theis (Hrsg.): André Gide: Et nunc manet in te. Aus dem Französischen übertragen von Maria Schäfer-Rümelin. S. 431–477. Grundlage der Übersetzung war eine Ausgabe aus dem Jahr 1954. Mit Anmerkungen von Raimund Theis: „Zu Et nunc manet in te“. S. 667–668. Gesammelte Werke in zwölf Bänden. Band IV/4, Deutsche Verlags-Anstalt Stuttgart 1990. 709 Seiten, ISBN 3-421-06464-4
Deutschsprachige Erstausgabe
André Gide: Et nunc manet in te und Intimes Tagebuch. Aus dem Französischen von Maria Schäfer-Rümelin. Aus dem Nachlass herausgegeben. Deutsche Verlags-Anstalt Stuttgart 1952. 56 Seiten. Original Pappband
Sekundärliteratur
- Claude Martin: André Gide. Aus dem Französischen übertragen von Ingeborg Esterer. Rowohlt 1963 (Aufl. Juli 1987). 176 Seiten, ISBN 3-499-50089-2